# Andrena carantonica
Espèce
Statut de conservation UICN

 DD : Données insuffisantes
Andrena carantonica est une espèce d'insectes hyménoptères de la famille des Andrenidae. Cette abeille est présente en Europe.

## Synonymes
- Andrena jacobi Perkins, 1921
- Andrena sabulosa Socpoli, 1763

## Confusions possibles
Cette espèce a longtemps été confondue avec Andrena Trimmerana (aussi appelée Andrena scotica) : aucun critère morphologique ne permet de distinguer les femelles des deux espèces. Andrena Trimerana niche plus tardivement qu'Andrena carantonica.